# Torgu kommun
Torgu kommun var en tidigare landskommun i landskapet Saaremaa (Ösel) i Estland. Den var belägen på ön Ösel i Östersjön, längst ut på Svorbehalvön. Kommunen hade 346 invånare (2010). Centralort var byn Iide, med 67 invånare (2008). Ösels sydspets, udden Svarverort, ligger i kommunen.
Torgu kommun slogs under Estniska SSR ihop till en del av Salme kommun men återfick lokalt självstyre 1992. Kommunen uppgick den 23 oktober 2017 i den då nybildade Ösels kommun som omfattar alla öns tidigare kommuner.

## Orter
Kommunen saknade tätbebyggda orter.

### Byar
Till kommunen hörde byarna:
- Hänga (Henga)
- Iide
- Jämaja (Jamma)
- Kaavi (Kawi)
- Kargi (Karki)
- Karuste
- Kaunispe
- Laadla
- Läbara (Lebbara)
- Lindmetsa
- Lõupõllu
- Lülle
- Maantee (Mento)
- Mäebe
- Mässa
- Mõisaküla
- Mõntu
- Ohessaare
- Sääre (Zerel)
- Soodevahe
- Tammuna
- Türju (Türgu)

## Klimat
Årsmedeltemperaturen i trakten är 6 °C. Den varmaste månaden är augusti, då medeltemperaturen är 16 °C, och den kallaste är februari, med −4 °C.